# 이선빈
이선빈(본명: 이진경, 1994년 1월 7일 ~ )은 대한민국의 배우이다.

## 학력
- 천안쌍용고등학교 (졸업)

## 사생활
- 2018년 12월 31일 배우 이광수와 열애 사실을 밝혔다.
- 두 사람은 런닝맨에서 인연이 이어진 것이라고 밝혔다.

## 작품 목록

### 드라마
- 2016년 JTBC 금토 미니시리즈 《마담 앙트완》 ... 이마리 역
- 2016년 tvN 월화 미니시리즈 《또! 오해영》 ... 진상의 월요 썸녀 역
- 2016년 OCN 금토 미니시리즈 《38사기동대》 ... 조미주 역
- 2016년 tvN 금토 미니시리즈 《안투라지》 ... 이선빈 역 (특별출연)
- 2017년 MBC 수목 미니시리즈 《미씽나인》 ... 하지아 역
- 2017년 tvN 수목 미니시리즈 《크리미널 마인드》 ... 유민영 역
- 2018년 JTBC 금토 미니시리즈 《스케치》 ... 유시현 역
- 2019년 tvN 드라마 스테이지 《각색은 이미 시작됐다》 ... 희수 역
- 2019년 tvN 월화 미니시리즈 《위대한 쇼》 ... 정수현 역
- 2020년 OCN 토일 미니시리즈 《번외수사》 ... 강무영 역
- 2021년 TVING 오리지널 시리즈 《술꾼도시여자들》 ... 안소희 역
- 2021년 tvN 토일 미니시리즈 《지리산》 ... 강승아 역 (특별출연)
- 2022년 TVING 오리지널 시리즈 《술꾼도시여자들 2》 ... 안소희 역
- 2023년 tvN 수목 미니시리즈 《성스러운 아이돌》 ... 연기학원 강사 역 (특별출연)
- 2023년 쿠팡플레이 오리지널 시리즈 《소년시대》 ... 박지영 역
- 2025년 tvN 토일 미니시리즈 《감자연구소》 ... 김미경 역
- 2025년 MBC 금토 미니시리즈 《달까지 가자》 … 정다해 역

### 영화
- 2016년 영화 《굿바이 싱글》 ... 지훈 애인 역
- 2018년 영화 《궁합》 ... 공주 1 역
- 2018년 영화 《창궐》 ... 덕희 역
- 2020년 영화 《사라진 시간》 ... 초희 역
- 2020년 영화 《오케이! 마담》 ... 황세라 역
- 2021년 영화 《미션 파서블》 ... 유다희 역
- 2022년 영화 《공기살인》 ... 한영주 역
- 2022년 영화 《네이버 바이브 오디오 무비 - 리버스》 ... 함묘진 역
- 2025년 영화 《노이즈》 ... 주영 역

## 연기 외 활동

### 텔레비전 프로그램
| 연도 | 방송사 | 제목                      | 역할                                     | 비고                                           |
| ---- | ------ | ------------------------- | ---------------------------------------- | ---------------------------------------------- |
| 2016 | Mnet   | 너의 목소리가 보여 시즌 3 | 참가자 (미스터리 싱어)                   | (2016.07.28 방송분)                            |
| 2016 | MBC    | 황금어장 라디오스타       | 게스트 출연                              | 491회 (2016.08.31 방송분)                      |
| 2016 | SBS    | 정글의 법칙 in 몽골       | 게스트 출연 (27기 몽골 출연진)           | 229회 ~ 237회 (2016.09.02 ~ 2016.10.28 방송분) |
| 2016 | tvN    | SNL 코리아 (시즌 8)       | 호스트                                   | (2016.10.01 방송분)                            |
| 2016 | MBC    | 나 혼자 산다              | 게스트 출연 (무지개 라이브)              | 177회, (2016.10.14 방송분)                     |
| 2016 | MBC    | 미스터리 음악쇼 복면가왕  | 게스트 출연 (먹지말고 양보하세요 과자집) | 81회, (2016.10.16 방송분)                      |
| 2017 | JTBC   | 아는 형님                 | 게스트 출연 (이선빈, 정준영 편)          | 70회, (2017.04.08 방송분)                      |
| 2017 | SBS    | 런닝맨                    | 게스트 출연                              | 357회, (2017.07.02 방송분)                     |
| 2021 | SBS    | 맛남의 광장               | 게스트 출연                              | 61회 ~ 62회,(2021.02.11 ~ 2021.02.18 방송분)   |
| 2021 | SBS    | 백종원의 골목식당         | 게스트 출연                              | 159회 (2021.03.03 방송분)                      |
| 2022 | SBS    | 미운 우리 새끼            | 스페셜MC                                 | (2022.01.09 방송분)                            |
| 2022 | TV조선 | 식객 허영만의 백반기행    | 게스트                                   | 138회 (2022.01.21 방송분)                      |
| 2022 | tvN    | 산꾼도시여자들            | 고정출연                                 | 1회 ~ 4회 (2022.02.11 ~ 2022.03.04 방송분)     |
| 2022 | MBC    | 놀면뭐하니?               | 게스트                                   | (2022.03.12 ~ 03.19 방송분)                    |

### 광고
| 연도      | 기업명                      | 제품명                                                  | 종류                | 공동 출연                      |
| --------- | --------------------------- | ------------------------------------------------------- | ------------------- | ------------------------------ |
| 2014      | 캐논코리아 컨슈머이미징(주) | 이선빈과 함께하는 캐논 파워샷 POWER SHOT N2 셀카 테라피 | 카메라              |                                |
| 2014~2016 | 아모레퍼시픽                | 미쟝센                                                  | 헤어 제품           | 인터넷, 지면 광고              |
| 2016      | LG유플러스                  | LG유플러스 IoT 캡스 : 무모한 녀석들 편                  | 통신사              | 남궁민, 김희원, 김민재, 이유준 |
| 2016      | 360 시큐리티                | 360 배터리플러스                                        | 배터리 절약 무료 앱 |                                |
| 2016      | (주)투믹스                  | 투믹스                                                  | 웹툰 서비스앱       | 김준현, 양세형                 |
| 2016~2017 | 아모레퍼시픽                | 헤라                                                    | 화장품              | 인터넷, 지면 광고              |
| 2016~2017 | 아모레퍼시픽                | 헤라 옴므                                               | 화장품              | 인터넷, 지면 광고              |
| 2016~2017 | (주)피105                   | 먹어도 좋아                                             | 다이어트 제품       |                                |
| 2016~2017 | MPK 그룹                    | 미스터피자                                              | 피자 프랜차이즈     | 딘딘                           |
| 2016~2017 | 성주 인터내셔널             | MCM                                                     | 패션잡화 브랜드     |                                |
| 2017      | 매일유업                    | 바이오 드링킹 블루베리                                  | 요거트              |                                |
| 2017      | 넥슨                        | 서든어택 파이널존 편                                    | 게임                | 엄태구                         |
| 2022      | 오뚜기                      | 진비빔면                                                | 라면                | 한선화, 정은지                 |

### 뮤직비디오
| 연도 | 가수명      | 곡명                     | 공동 출연 |
| ---- | ----------- | ------------------------ | --------- |
| 2014 | 크루셜 스타 | 너에게 주고 싶은 세 가지 |           |
| 2014 | 우탄        | 나비야                   |           |
| 2015 | IKON        | 지못미                   |           |
| 2016 | MC몽        | 널 너무 사랑해서         |           |
| 2016 | 정키        | 바라지 않아              |           |
| 2018 | 장기하      | 초심                     |           |

## 수상 및 후보
| 연도 | 시상식                         | 부문        | 작품     | 결과 |
| ---- | ------------------------------ | ----------- | -------- | ---- |
| 2017 | MBC 연기대상                   | 여자 신인상 | 미씽나인 | 수상 |
| 2018 | 제6회 아시아태평양 스타 어워즈 | 여자 신인상 | 스케치   | 후보 |